# Linea 77 (banda)
Línea 77 es una banda de rock alternativo y nu metal italiano formada en Turín, Italia, en 1993.

## Historia del grupo

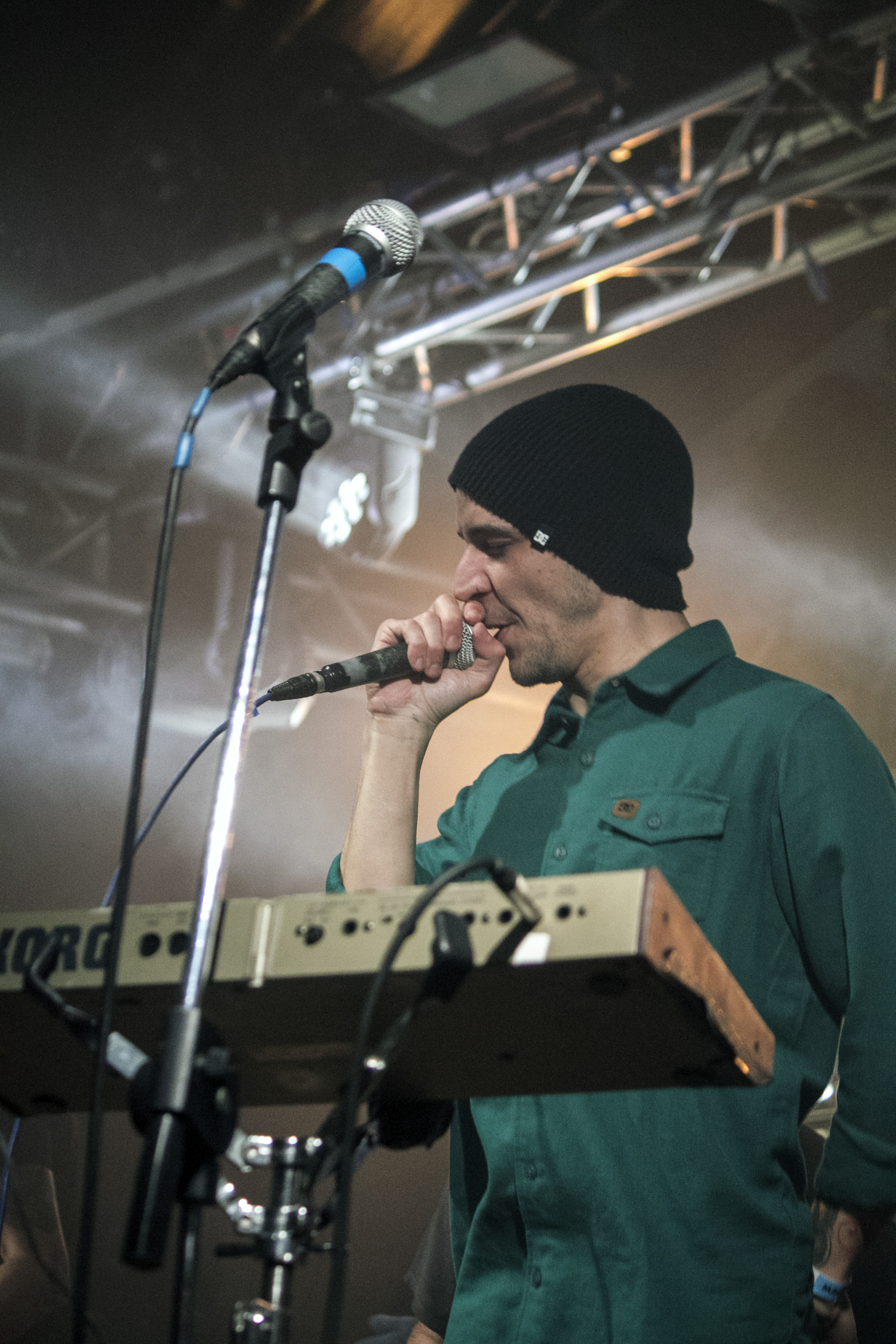
Dade, voz de Linea 77, en Círcolo Magnolia en 2014.

### Los inicios (1993–1997)
Formada inicialmente como una banda de covers de Rage Against the Machine y CCCP. Su nombre proviene de la línea de autobús que los llevó al primer ensayo.
Se quedaron en los anales del primer concierto dado por esta formación en el gimnasio del centro comercial de Venaria. En esa ocasión, la línea (llamados así por los fanes) tocó "Curre Curre uagliò" de "99 Posse". En 1995, una demo autoproducida llamada "Ogni cosa al suo posto", tuvo gran éxito entre los fanes del género. Dos años más tarde, Turín Dracma Records produjo la segunda demo "Kung Fu", que logró hacer que el grupo fuera famoso, incluso fuera de la zona de Turín.

### Too Much Happiness Makes Kids Paranoid(1998–2000)
En 1998 firmaron con el sello milanés "Collapse Records", y salió la primera versión de "Too Much Happiness Makes Kids Paranoid". Tras la salida del álbum, la banda tocó en 100 conciertos, con la fecha límite para el "Beach Bum Festival" de Jesolo, en julio de 1999 donde les vio el sello británico "Earache Records", especializado en música metal, que les ofreció un contrato ."Too Much Happiness Makes Kids Paranoid" se editó en 2000 y fue reeditado en "Earache Records", y en abril de ese año, comenzaron una gira promocional con 23 fechas, acompañado de "Earthtone 9" y por "Kill II This". También se lanzó el primer videoclip de la canción "Meat", del director Pete Bridgewater, que se emitió en MTV y otros canales de música de todo el mundo.

### Ketchup suicide,Numb(2000–2004)
En 2001 llegó Ket.ch.up Sui.ci.de, grabado en el Backstage Studios de Ripley por Dave Chang. El disco entró en el 10° puesto del ranking de la revista independiente NME, mientras que Rocksound Italia dedicó al grupo la portada del número de noviembre de 2000. En marzo de 2001, MTV Europa dedicó un programa entero, Línea 77 Select. Para la promoción del álbum se grabaron dos videoclips, uno para la canción que da título al álbum y otro para la canción Moka, la única canción en italiano del álbum. En septiembre del 2002, tras dos años finaliza el Ket.ch.up sui.ci.de Tour, en la que se presentó la ocasión de participar en Reading Festival.
Un mes después de finalizar la gira, Línea 77 graba Numb, el tercer álbum del grupo. salió en mayo de 2003, el álbum fue lanzado con el sencillo Fantasma, que convirtió al quinteto en uno de los más importantes de la escena rock italiana. El video de Fantasma, Filmado por Kal Karman, se emitió en MTV Italia. El álbum contó con la colaboración de otros artistas: para la canción 66 (diabulus in musica) participaron Subsonica, y en Warhol colaboró Roy Paci y su Aretuska. Otros singles de este álbum fueron Third Moon, en inglés, y 66 (diabolus in musica), en italiano. El 16 de septiembre de 2003 participaron en el MTV Day de Bolonia. En otoño/invierno de 2003 sale una edición limitata del álbum Numb que donde se presentaba un bonus live disc con la grabación de Línea 77 en el MTV Day de Bolonia.
El grupo continuo la gira, aterrizando en Bélgica, Holanda, Alemania, Inglaterra y Hungría. El éxito del quinteto fue confirmado con la participación en el MTV Day en septiembre de 2003, donde tocaron frente a 40.000 espectadores. El Numb Tour acabó en septiembre de 2004 en el MTV Day Brand New Day en Roma, y en noviembre de este mismo año reciben una nominación al “Best Italian Act” de MTV Europe Music Awards.

### Available for Propaganda(2004–2006)
En septiembre de 2005, precedido por una gira de verano, se pone a la venta Available for Propaganda. el cuarto álbum que fue grabado en Los Ángeles, en Paramount Studios. La sesión fue coordinada por Dave Domínguez, mientras que la masterización corrió a cargo de Dave Collins, quien diseñó el sonido de los doce temas. Antes de la puesta en venta del álbum, se grabó el videoclip Evoluzione, una de las dos canciones en italiano presentes en el disco.
La gira Available for Propaganda les lleva a las capitales de Portugal, España, Austria, Hungría, Bulgaria, República Checa, Turquía, Eslovenia, Serbia y Grecia junto con la banda brasileña Soulfly. El 23 de abril de 2006 Tocaron frente a 11 000 espectadores en el espectáculo Volumi all'idrogeno producido por Subsonica con la Fondazione per il Libro, la Música e la Cultura del ayuntamiento de Turín. En mayo de 2006 se publica el segundo single, Inno all'odio y en septiembre de 2006 participan MTV day como grupo invitado.

### Venareal 1995,Horror Vacui(2006–2009)
El 29 de enero de 2007 se publica un nuevo álbum, Venareal 1995, que contiene diez viejas demos del grupo en italiano y dos nuevos temas en inglés, Razor y The Fall. la publicación de este CD fue acompañada de una nueva gira italiana.
El 8 de febrero de 2008 se publica el quinto álbum Horror Vacui. El sencillo presentado con el disco fue Il mostro. El disco fue producido por Toby Wright, que anteriormente trabajó con grupos como Korn, Alice In Chains o Slayer.
Cabe destacar la colaboración en el tema "Sogni Risplendono", en la que participa el conocido cantante Tiziano Ferro.
El 14 de junio de 2008 telonearon en el stadio Alberto Braglia de Modena para Rage Against the Machine, El grupo que les sirvió de inspiración en los primeros momentos de su carrera musical. El 20 de junio tocaron en el Heineken Jammin Festival de Venezia, el mismo día y en el mismo escenario que las californianos Linkin Park.

### 10(2009–2010)
En los últimos meses del 2009, concretamente en Santa Mónica (California), la banda inició la grabación del nuevo álbum, previsto para 2010. En enero de este mismo año anunciaron la finalización de dicho álbum de estudio que llevará como nombre 10 y que saldrá a la venta el 16 de abril. Un trabajo producido como en el anterior álbum, Horror Vacui, por Toby Wright.

## Miembros

### Actuales
- Emo - voces
- Nitto - voces
- Chinaski - Guitarra
- Dade - bajo
- Tozzo - Batería

### Anteriores
- Sibba - voces (1993-1996)
- Colino - Guitarra (1993-1996)

## Discografía

### Álbumes
- Too much happiness makes kids paranoid (1998)
- Ket.ch.up sui.ci.de (2001)
- Numb (2003)
- Available for propaganda (2005)
- Venareal 1995 (2007)
- Horror Vacui (2008)
- 10 (2010)
- Oh! (2015)

### Demos
- Ogni cosa al suo posto (1995)
- Kung fu (1997)

### Sencillos
- Meat (1998)
- Ket.ch.up sui.ci.de (2000)
- Potato music machine (2001)
- Moka (2001)
- Fantasma (2003)
- Third moon (2003)
- 66 (diabulus in musica) (2004)
- Evoluzione (2005)
- Inno all'odio (2006)
- La Nuova Musica Italiana (2008)
- Aspettando Meteoriti (2009)

### Reediciones
- Too much happiness makes kids paranoid (2000)

## Videografía
- Numbed (2004)